# .577/450マルティニ・ヘンリー弾
.577/450マルティニ・ヘンリー弾 (.577/450 Martini-Henry) はイギリスで開発された黒色火薬を用いるセンターファイア式実包で、リー・メトフォード小銃やマルティニ・エンフィールド小銃、リー・エンフィールド小銃やネパールのビラ銃で.303ブリティッシュ弾が採用されて普及するまで大英帝国の版図で広く軍用実包として使われていた。11.43×60R (61R) 弾と呼ばれることもある。

## 背景
.577/450マルティニ・ヘンリー弾は薬莢の径こそ.577スナイドル弾と同じだが、.45口径の弾丸を使用するためにボトルネック形状になっていた。薬莢は当初は鉄製リム付きの真鍮板を巻いて製造されていたが、ズールー戦争の際に銃身が過熱すると弾詰まりが起こりやすくなることが分かったため、すぐに現在の小火器弾薬と同様の引き抜き加工で作られるようになった。
この弾薬を使用するマルティニ・ヘンリー銃は単発レバーアクションライフルで、マルティニが設計したレバーアクション機構とアレクサンダー・ヘンリーが設計したユニークなライフリング (施条) 加工が組み合わさったものである。マークIからマークIIIまではレバーが短くなっていたが、気象条件により排莢しにくくなる問題があったためマークIVで対策が施された。マークIVは.577/450マルティニ・ヘンリー弾を使うライフルとしては最終モデルで、最も洗練されていたが、既に無煙火薬を用いる小径の弾薬、.303ブリティッシュ弾が登場を控えていたため時代遅れになってしまっていた。

## 実戦
この実包が使われた戦闘としては1879年のズールー戦争（イギリス軍が敗北したロークス/ドリフトの戦いやイサンドルワナの戦いを含む)、マフディー戦争 (1884年-1898年) が著名だが、アフリカやインドでの植民地紛争でも使用された。19世紀末には既に時代遅れの弾薬になっていたが、第一次世界大戦の時点でも軍用弾薬として生産が続けられ、イギリス陸軍航空隊には観測気球やツェッペリン飛行船の撃墜のため、尖頭焼夷実包が支給されていた。また、1950年代末まではイギリスのKynoch社が商業生産を続けていた。
軍用のものは31グラム (480グレイン) の弾頭を5.5グラム (85グレイン) の黒色火薬で発射し、初速は410メートル毎秒 (1,350フィート毎秒) であった。これは標準的な .45-70ガバメント弾 (弾頭重量405グレイン、黒色火薬使用) よりもいくぶん強力であった。
イギリス軍がネパールに数百万発の.577/450マルティニ・ヘンリー弾を供与すると、ゲヘンドラ・シャムシェル将軍はアメリカのガードナー銃に対抗して、この弾薬を使うビラ銃を開発した。 
イギリス軍が広く使用していたことから、.577/450マルティニ・ヘンリー弾は長年にわたって世界中のハンターの間でも人気の弾薬で、鹿や虎、果ては象までも含む、およそあらゆる種類のビッグゲームに使われてきた。近年では入手困難となり使用されなくなってきているが、特に旧イギリス植民地では好んで使うハンターもおり、中型から大型の獲物のハンティングには最良の選択肢と考えられている。また、CBC/Magtech製の24ゲージ散弾の真鍮ケースを加工してハンドローディングを行うものもいる。